# Maison Legros
La maison Legros  est un immeuble classé situé dans le village de Barvaux-sur-Ourthe faisant partie de la commune de Durbuy en Belgique (province de Luxembourg). 

## Localisation
L'immeuble est situé à Barvaux-sur-Ourthe, au no 38 de la Grand-rue, en retrait de la voirie, en rive droite de l'Ourthe et à proximité du pont qui franchit la rivière. Un parking occupe l'espace entre la maison et l'Ourthe. Il se trouve à proximité de la maison La Poivrière, autre immeuble classé de la localité.

## Historique
Cet immeuble a été construit par la famille Collin au XVIIe siècle. Ensuite, il est remanié dans le dernier quart du XVIIIe siècle ainsi qu'au XIXe siècle. De part et d'autre du bâtiment, deux annexes ont été ajoutées au XIXe siècle. La maison doit son nom à une de ses habitantes, Hélène Legros, une épistolière dont les lettres décrivent la vie locale dans la région de la fin du XIXe siècle aux années 1930. Le lieu fait office de centre culturel de la ville de Durbuy.

## Description
La bâtisse en moellons de pierre calcaire possède cinq travées et deux niveaux (un étage). À l'origine, le bâtiment était chaulé. Les façades nord et sud sont assez similaires. La haute toiture en ardoises à quatre pans est percée de deux lucarnes au nord et de trois lucarnes au sud et de deux cheminées. 

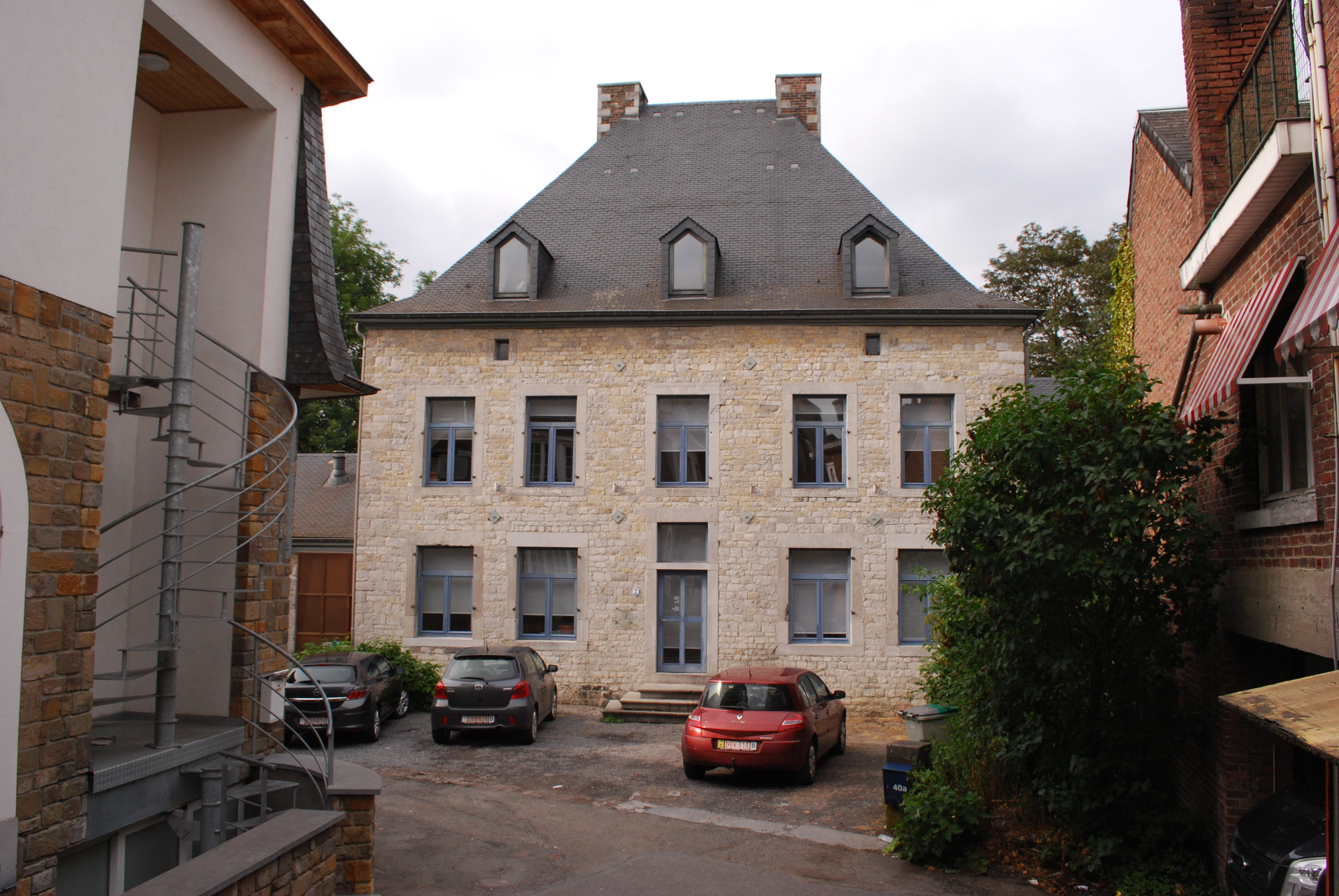
La façade sud